# Kunszentmiklós
Kunszentmiklós är en mindre stad i Ungern med 8 279 invånare (2020). Kunszentmiklós är beläget 54 kilometer söder om Budapest.